# Unconscious Power
Unconscious Power je třetí singl kalifornské rockové skupiny Iron Butterfly, vydaný v roce 1967. Skladba vyšla také na albu Heavy z roku 1968. Na B-straně je skladba Possession, která vyšla i na předchozích singlech.

## Seznam skladeb
1. Unconscious Power (2:32) (Bushy, Ingle, Weis)
2. Possession (2:41) (Ingle)